# ماريان باكولا
ماريان باكولا هو لاعب كرة قدم بوسني في مركز الوسط، ولد في 17 أبريل 1966 في زيبشي في البوسنة والهرسك. لعب مع نادي سيليك زينيكا ونادي ماريبور.